# I. e. 453
Évszázadok: i. e. 6. század – i. e. 5. század – i. e. 4. század
Évtizedek: i. e. 500-as évek – i. e. 490-es évek – i. e. 480-as évek – i. e. 470-es évek – i. e. 460-as évek – i. e. 450-es évek – i. e. 440-es évek – i. e. 430-as évek – i. e. 420-as évek – i. e. 410-es évek – i. e. 400-as évek
Évek: i. e. 458 – i. e. 457 – i. e. 456 – i. e. 455 –  i. e. 454 – i. e. 453 – i. e. 452 – i. e. 451 – i. e. 450 – i. e. 449 – i. e. 448

## Események
- Római consulok: Sex. Quinctilius és P. Curiatus Fistus Trigeminus
- Az első peloponnészoszi háború keretében Periklész legyőzi Sziküónt, majd az akhájokkal szövetségben hiába próbálja elfoglalni az akarnaniai Oiniadai városát.